# Король Момо
Король Момо — образ короля карнавала в целом ряде торжеств такого рода в некоторых странах Латинской Америки, чаще всего используемый в Бразилии и Колумбии. Его появление знаменует собой начало карнавальных торжеств. Каждый карнавал имеет собственного короля Момо, которому во время праздника часто вручаются ключи от города. Для этой роли традиционно выбирается высокий и толстый человек.
В Аргентине и Уругвае в качестве короля Момо обычно выступает большая, иногда даже монументальная кукла, сделанная из папье-маше по деревянному или проволочному каркасу. В этих странах куклу перемещают на буксире или в кузове грузовика, и она «царствует» над карнавалом в окружении «королевских танцоров». Кукла сохраняет традиционные черты облика короля Момо: яркие и красочные одежды, улыбающееся или радостное лицо и большой живот. Раньше такую куклу часто сжигали в конце праздника, что являлось кульминацией всего действа, но в настоящее время такая практика практически сошла на нет из-за соображений безопасности.
Образ короля Момо происходит от Мома, древнегреческого божества злых насмешек. По некоторым данным, сама традиция сжигать нарядную куклу во время празднества зародилась в средневековой Испании, где символизировала смерть и воскрешение Иисуса Христа. В Колумбии куклу «короля» впервые использовали во время карнавала Барракилья в 1883 году: шествие с барабанами и маракасами являлось пародией на торжественные процессии испанских вице-королей времён существования Новой Гранады. Примерно в то же время подобный обычай зародился в Уругвае, и местная газета в 1892 году, описывая празднество, уже называла куклу «королём Момо».
В Рио-де-Жанейро король Момо также первоначально был куклой, но в 1910 году его впервые сыграл человек — знаменитый афробразильский клоун и композитор Бенджамин ди Оливейра. Традиция исполнения роли короля Момо человеком на карнавале в Рио восходит к 1933 году, а год спустя было решено, что играть персонажа должен только высокий и толстый человек, при этом обязательно добродушного и весёлого вида. Минимальный вес «короля» раньше должен был составлять 120 кг, однако ныне порог существенно снижен.